# Chamamé
Il chamamé è un genere di musica popolare del nord-est argentino e della Mesopotamia argentina. Nel 2018 l'Argentina ha designato il chamamé per l'inclusione nell'elenco del patrimonio culturale immateriale dell'UNESCO. Il chamamé è anche apprezzato in Paraguay, nella Patagonia cilena e nel nord-ovest dell'Uruguay.

## Storia
Le Riduzioni Gesuite nell'area incoraggiarono la crescita culturale che durò fino a quando i gesuiti furono espulsi dalla Corona Spagnola nel tardo XVIII secolo. All'interno di questa zona, Yapeyú nella provincia di Corrientes era un centro di cultura musicale che molti indicano come il luogo di nascita del chamamé originale. L'ulteriore mescolanza con strumenti come la chitarra spagnola, poi il violino e la fisarmonica, portò alla fine a ciò che attualmente conosciamo come "chamamé". Ci sono registrazioni di chamamé risalenti agli inizi del XX secolo ed il termine "chamamé" era già usato nel 1931; questo tipo di musica, prima di questo nome, veniva spesso chiamato Polka dei Corrientes.
Il chamamé, in origine chotis, portato dagli immigrati tedeschi del Volga, ha una notevole influenza guaraní, mescolato con la chitarra spagnola e la fisarmonica europea da quegli immigrati che arrivarono nella zona all'inizio del XX secolo.
Chamamé è arrivato su palchi come quello della Library Of Congress nel settembre 2023 con il fisarmonicista Alejandro Brittes.

## Esecutori importanti
Tra le personalità di spicco troviamo Raúl Barboza, Tarragó Ros, (suo figlio) Antonio Tarragó Ros,  Teresa Parodi, Ernesto Montiel, Tránsito Cocomarola, Mario Millán Medina e musicisti moderni Chango Spasiuk, Zitto Segovia, Mario Bofill, Alejandro Brittes e Los Núñez con Ruiz Guiñazú.